# Plumari
Plumari (plural llatí plumarii) era una persona que a l'antiga Roma s'ocupava d'una feina concreta que no es coneix amb exactitud, però que pel nom sembla que estaria relacionada amb les plomes (plumae).
William Smith suposa que eren una mena de teixidors que brodaven en l'anomenat "punt llis", en contraposició al "punt de creu". A l'opus plumatum els punts del teixit es col·locaven longitudinalment, de manera que semblaven sobreposar-se entre si, com les plomes del plomatge d'un ocell. Es podria anomenar "treball amb puntades de ploma".
Un edicte de Dioclecià parla dels plumarii i diu que teixien sobre teixits, segurament brodant-los a mà. Varró diu que brodaven quasi sembre amb fil d'or.